# Piotr Kopański
Piotr Kopański (ur. 1968 w Ostrowcu Świętokrzyskim) – polski artysta muzyczny z kręgu muzyki disco polo. 

## Życiorys
Absolwent Państwowej Szkoły Muzycznej II stopnia w Białymstoku w klasie wokalnej. W latach 1994–2000 członek zespołu Milano, autor wielu kompozycji znanych z repertuaru Milano.
Od roku 2001 zamieszkuje z rodziną w Nowym Jorku, gdzie wraz z żoną Małgorzatą założył własny zespół pod nazwą "MILANO-next" (grający na polsko-amerykańskich przyjęciach).
Od 2009 stałym członkiem zespołu jest najstarszy syn Michał. Rodzina wspólnie tworzy "kopanski entertainment group".